# Semecarpus kathalekanensis
Semecarpus kathalekanensis är en sumakväxtart som beskrevs av Dasappa & M.H. Swaminath. Semecarpus kathalekanensis ingår i släktet Semecarpus och familjen sumakväxter. Inga underarter finns listade i Catalogue of Life.